# Yang Xiong

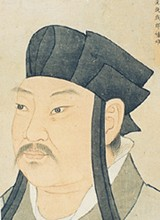
Yang Xiong

Yang Xiong oder Yang Hsiung (chinesisch 揚雄 / 扬雄, Pinyin Yáng Xióng, W.-G. Yang Hsiung, geboren 53 v. Chr.; gestorben 18 n. Chr.) war ein chinesischer Philosoph und Dichter, der neben Sima Xiangru und Jia Yi einer der bedeutendsten Dichter der Han-Zeit war, der am Hof des Kaisers Fu verfasste.
Um 20 v. Chr. erhielt er einen Ruf an den Kaiserhof und dichtete dort besonders schmuckreiche Fu, die von den wichtigen Handlungen des Kaisers wie Opfer und Jagd handelten. In seinem späteren Leben lehnte er jedoch Fu als Mittel zur Beeinflussung des Herrschers ab und bezeichnete sie als kindliche Stilübungen.
Neben Fu sind von Yang Xiong auch einige philosophische und philologische Schriften erhalten. Im Gegensatz zu anderen, früheren Philosophen des Konfuzianismus wie Xunzi, die behaupteten, der Mensch sei böse, ging Yang Xiong davon aus, dass der Mensch sowohl böse als auch gut sei.
Siehe auch: Taixuanjing